# Hongkonger Cricket-Nationalmannschaft
Die Hongkonger Cricket-Nationalmannschaft (englisch Hong Kong national cricket team; chinesisch 香港板球男子代表隊 / 香港板球男子代表队, Pinyin Xiānggǎng Bǎnqiú Nanzǐ Dàibiǎoduì, Jyutping Hoeng1gong2 Baan2kau4 Naam4zi2 Doi6biu2doi6*2) vertritt die Sonderverwaltungszone Hongkong der Volksrepublik China auf internationaler Ebene in der Sportart Cricket. Das Team wird vom Verband Cricket Hong Kong (CHK) geleitet und ist seit 1969 assoziiertes Mitglied im International Cricket Council. Damit gehört es zur zweiten Reihe der Nationalmannschaften und verfügt seit 2019, wie alle ICC-Mitglieder, über vollen T20I-Status. Größte Erfolge bei Turnieren waren die Vorrunde beim T20 World Cup (2014 und 2016) und beim Asia Cup (2004, 2008, 2018 und 2022).

## Geschichte

### Erste Strukturen

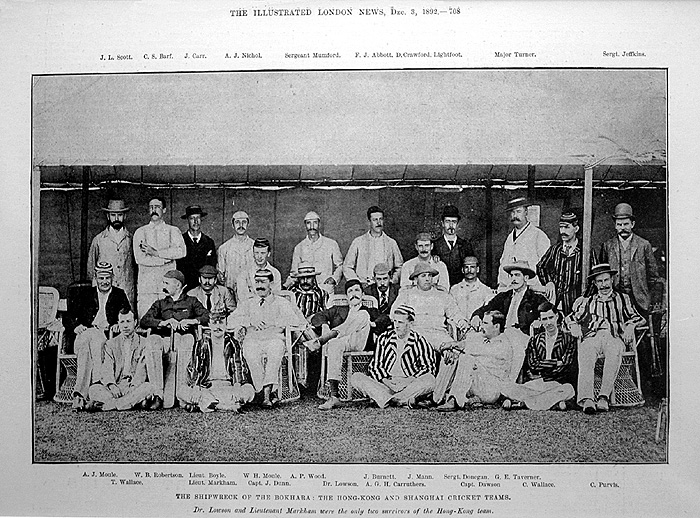
Die Mannschaften Hongkongs und Shanghais im Oktober 1892

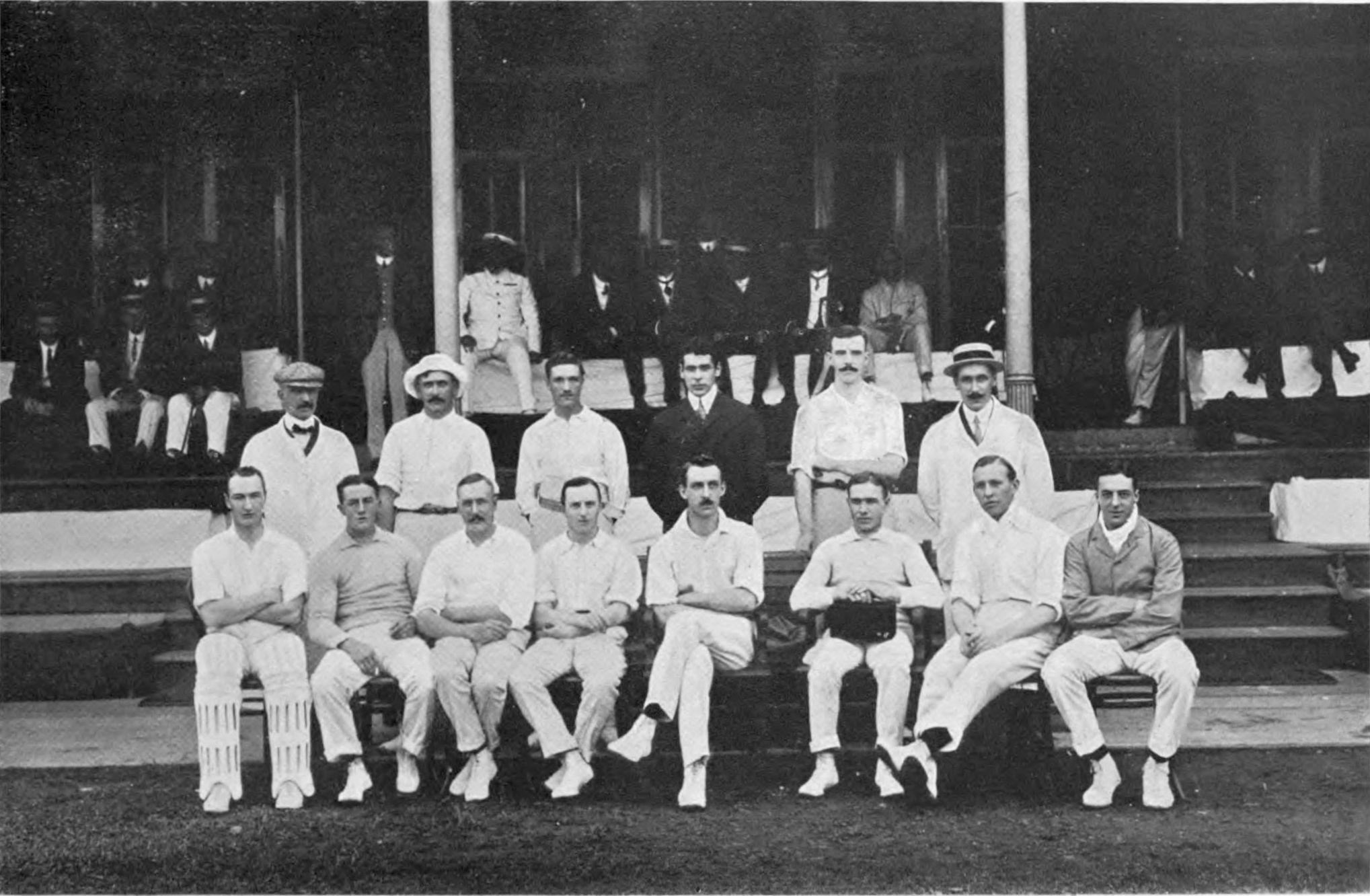
Die Hongkonger Cricketmannschaft 1908

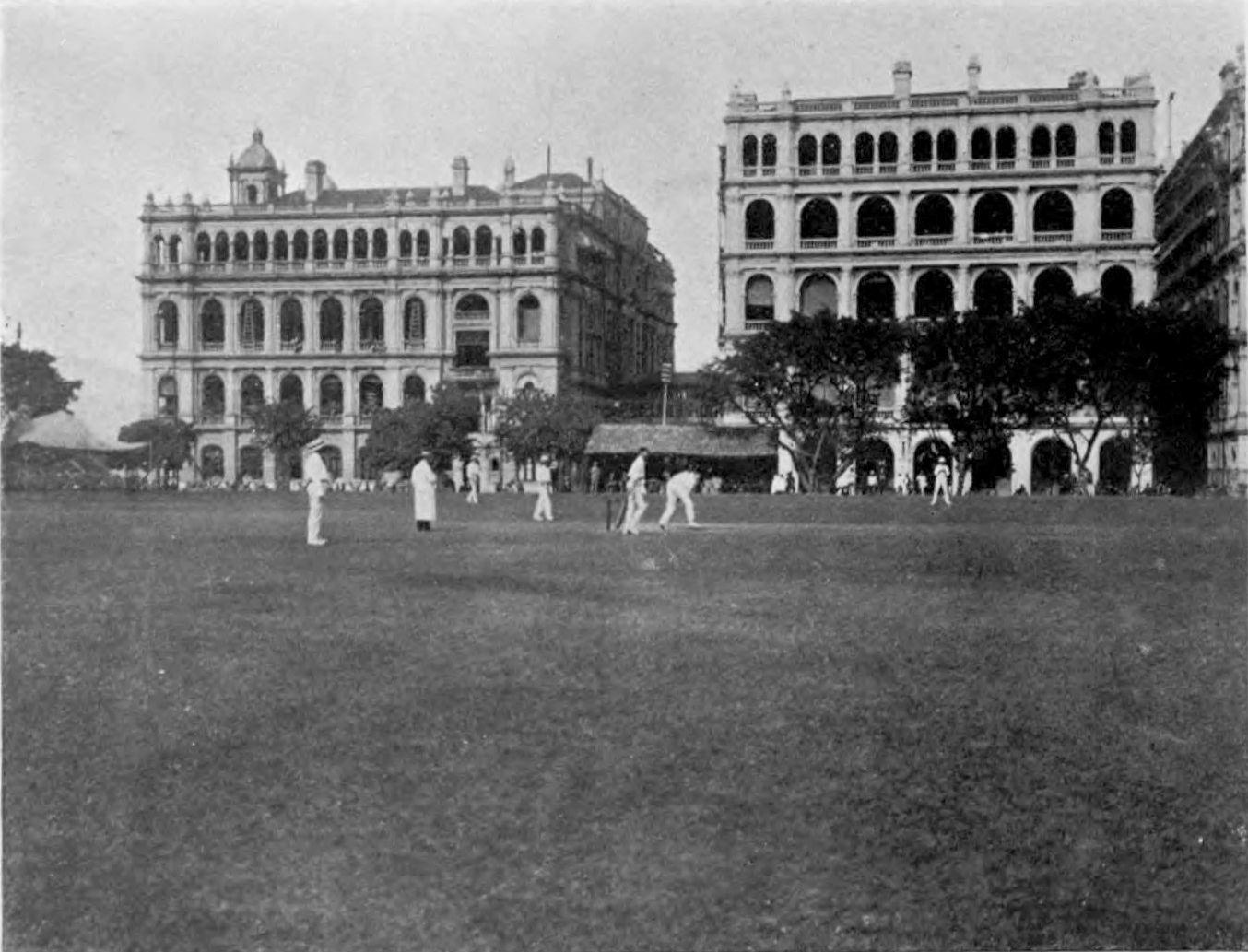
Cricketspiel zwischen Hongkong und Shanghai, 1908

Briten brachten das Cricketspiel in die damalige britische Kolonie Hongkong und das erste dokumentierte Spiel fand 1841 statt. Der Hong Kong Cricket Club wurde zehn Jahre später gegründet, worauf bis zum Ende des Jahrhunderts weitere Cricketclubs folgten. Der Cricketclub (der Hongkong vertrat) spielte einzelne Interport matches gegen Hafenmannschaften vom chinesischen Festland, darunter 1866 das erste gegen Shanghai, das mit einem Innings gewonnen wurde. 1890 traf die Mannschaft erstmals auf die Straits Settlements und gewann beide Spiele, davon das erste mit einem Innings. Ein Jahr später spielte Hongkong in Singapur erstmals gegen Sri Lanka (damals Ceylon), verlor jedoch mit zehn Wickets.
1892 sank die Bokhara auf der Rückfahrt von Shanghai (wo die Mannschaft mit 157 Runs verloren hatte) bei einem Taifun, wobei 125 Menschen ums Leben kamen. Nur 23 Passagiere überlebten das Schiffsunglück, darunter zwei der 13 Hongkonger Spieler. Unter den elf Verunglückten der Mannschaft war der Surrey-Cricketspieler John Dunn. Nach fünfjähriger Unterbrechung wurden die Interport matches wiederaufgenommen, wobei Hongkong das Heimspiel gegen die Straits Settlements mit einem Innings verlor, während gegen Shanghai ein Sieg mit einem Wicket gelang. Eine zusammengestellte Hongkong-Shanghai-Mannschaft verlor gegen die Straits Settlements ebenfalls mit einem Innings. In der Saison 1903/04 wurde die erste Hongkonger Liga eingeführt.
1920 traf Hongkong erstmals auf Malaya, unterlag jedoch mit 35 Runs. Das sechs Jahre später ausgetragene Spiel gegen die nun Federated Malay States genannte Mannschaft ging mit einem Innings verloren. 1948 fand das letzte Spiel gegen die Mannschaft Shanghais statt. Jack Chegwyn führte 1952 die erste internationale Mannschaft nach Hongkong. 1957 endete das erste Spiel gegen Singapur in einem Remis. 1965 besuchte Worcestershire für ein Spiel gegen die Nationalmannschaft Hongkong. Im selben Jahr endete das erste Spiel zwischen Malaysia und Hongkong in Kuala Lumpur in einem Remis. 1966 legte der Marylebone Cricket Club (MCC) auf seinem Rückweg aus Australien und Neuseeland erstmals einen Zwischenhalt in Hongkong ein. Der von Mike Smith angeführte MCC gewann das Spiel mit 74 Runs. 1968 erfolgte die Gründung des Verbandes Hong Kong Cricket Association (HKCA), der ein Jahr später als assoziiertes Mitglied in die International Cricket Conference (ICC, heute International Cricket Council) aufgenommen wurde.

### Beginn des internationalen Cricket
1970 erzielte die Hongkonger Mannschaft gegen den MCC unter Tony Lewis ein Remis und 1971 unterlag sie in Ceylon gegen die Ceylon Board President’s XI. Zum ersten Cricket World Cup 1975 und der ersten ICC Trophy 1979 erhielt Hongkong keine Einladung und verpasste dadurch auch den Cricket World Cup 1979. 1980 empfing es Papua-Neuguinea für eine Serie von zwei Spielen, die unentschieden endete. Danach nahm Hongkong an der ICC Trophy 1982 teil, die als Qualifikation für den Cricket World Cup 1983 diente. Bei dem Turnier erzielte die Mannschaft mit dem zukünftigen englischen Test-Cricket-Spieler Dermot Reeve nur zwei Siege gegen Israel und Gibraltar, womit sie die zweite Runde und damit auch die Endrunde verpasste. 1983 war Hongkong eines der Gründungsmitglieder des Asian Cricket Council (ACC). Beim ersten South East Asia Tournament 1984 erreichte Hongkong hinter Bangladesch den zweiten Platz.
Hongkong nahm auch an den drei folgenden ICC Trophies teil, verpasste 1986 jedoch wieder die nächste Runde und damit den Cricket World Cup 1987. 1990 scheiterte Hongkong abermals in der ersten Runde, und erreichte so keine Qualifikation zum Cricket World Cup 1992. 1994 gelang dann schließlich der Einzug in die zweite Runde, konnte die Qualifikation für den Cricket World Cup 1996 jedoch nicht erzielen. 1987 gewannen die Hongkonger das nach 120 Jahren letztmals ausgetragene Interport match gegen Singapur mit 149 Runs. Im darauf folgenden Jahr empfingen sie Australien, das sein Spiel gegen eine Verbandsauswahl mit 179 Runs gewann. D. Paull nahm sechs Wickets für 124 Runs (in 14.1 Over) im australischen Innings. Danach beendete Hongkong das zweite South East Asia Tournament abermals hinter Bangladesch auf dem zweiten Platz. 1990 traf die Mannschaft beim ersten Volvo Cup erstmals auf Thailand. Die Serie von zwei Spielen endete unentschieden. Ein Jahr später gewann Hongkong den erstmals ausgetragenen Tuanku Ja’afar Cup, der zu Ehren des späteren malaysischen Wahlkönigs Yang di-Pertuan Agong jährlich zwischen den vier Nationalmannschaften Hongkongs, Malaysias, Singapurs und Thailands ausgetragen wurde. Sie sollten die ersten vier Ausgaben jeweils für sich entscheiden können. Die 1992 erstmals ausgetragenen Hong Kong Cricket Sixes wurden vom Hongkonger Verband erdacht und entwickelten sich zum wichtigsten internationalen Cricketturnier weltweit mit sechs Spielern pro Mannschaft. Das Konzept orientiert sich an den Hong Kong Sevens und wird vom Weltverband ICC anerkannt. Im selben Jahr belegte Hongkong beim South East Asian Tournament wieder den zweiten Platz hinter Bangladesch. Den Volvo Cup, der nun im Eintagesformat ausgetragen wurde, beendete Hongkong als Zweitplatzierter hinter Thailand. Ein Jahr später besuchte Bangladesch Hongkong und gewann alle drei Spiele gegen die Nationalmannschaft. 1995 erfolgte der Gegenbesuch Hongkongs in Bangladesch, wo beide Spiele gegen die Nationalmannschaft verloren gingen.
Hongkong war Teilnehmer der ersten ACC Trophy 1996, schied jedoch nach Niederlagen gegen Bangladesch und Fidschi bereits in der Gruppenphase aus. 1997 übergaben die Briten die Kronkolonie Hongkong an die Volksrepublik China, was die internationale Teilnahme der Nationalmannschaft jedoch nicht beeinflusste. Im selben Jahr belegte die Nationalmannschaft bei der ICC Trophy den achten Platz, was dem bisher besten Abschneiden bei diesem Turnier entsprach, dennoch verpasste die Nationalmannschaft den Cricket World Cup 1999. Bei der ACC Trophy 1998 scheiterten die Hongkonger im Halbfinale an Malaysia. Anschließend gewannen sie den fünften Tuanku Ja’afar Cup, den sie auch 1999 verteidigten.

### Im neuen Millennium
Bei der ACC Trophy 2000 erreichte Hongkong erstmals das Finale, unterlag aber den Vereinigten Arabischen Emiraten. Damit qualifizierte sich die Mannschaft für den Asia Cup (der später auf 2004 verschoben wurde), bei dem sie erstmals ODI-Cricket spielen durfte. Im selben Jahr empfing sie Neuseeland. Die ICC Trophy 2001 verlief für die Hongkonger enttäuschend, da sie nach nur einem Sieg gegen Papua-Neuguinea bereits wieder in der Gruppenphase ausschieden, womit sie den Cricket World Cup 2003 versäumten. Anlässlich der Feierlichkeiten zum 150. Bestehen des Hong Kong Cricket Club besuchten der Marylebone Cricket Club und der Melbourne Cricket Club für ein Dreierturnier Hongkong, der Turniersieg ging an Marylebone Cricket Club. Danach gewann Hongkong seinen siebten Tuanku Ja’afar Cup. Bei der ACC Trophy 2002 erreichte die Nationalmannschaft das Halbfinale und unterlag abermals den Vereinigten Arabischen Emiraten. Danach verteidigte sie den Tuanku Ja’afar Cup. 2003 gewann sie ihren neunten und letzten Tuanku Ja’afar Cup.
Beim Asia Cup 2004 in Sri Lanka bestritt Hongkong in seiner Gruppe gegen die Testnationen Bangladesch und Pakistan seine ersten ODIs. Die Mannschaft verlor beide Spiele deutlich, obschon sie Bangladesch im ersten Innings auf 221/9 beschränkte. Das zweite, vom Regen beeinflusste Spiel gegen Pakistan ging mit 173 Runs verloren. Bei der ACC Trophy 2004 schieden die Hongkonger wieder in der Vorrunde aus, nachdem sie ihre Spiele gegen Oman und Bahrain verloren hatten und damit die Qualifikation für die ICC Trophy 2005 in Irland und demzufolge den Cricket World Cup 2007 verpassten. Im selben Jahr erreichten sie auch das Finale des ACC Fast Track Countries Tournament, unterlagen jedoch den Vereinigten Arabischen Emiraten. Danach beendeten sie die letzte Austragung des Tuanku Ja’afar Cup hinter Malaysia auf dem zweiten Platz. 2005 nahm Hongkong erstmals am Intercontinental Cup teil und bestritt dabei First-Class-Matches. Die Nationalmannschaft unterlag den Vereinigten Arabischen Emiraten und erzielte gegen Nepal ein Remis, womit sie das Halbfinale verpasste. Im selben Jahr beendete sie das ACC Fast Track Countries Tournament auf dem letzten Platz. 2006 unterlagen die Hongkonger im Finale der ACC Trophy ein weiteres Mal den Vereinigten Arabischen Emiraten und beendeten das ACC Fast Track Countries Tournament auf dem vierten Platz. Dasselbe Ergebnis erzielten sie in der ACC Premier League 2006. Im darauf folgenden Jahr besuchten sie Darwin für die Division Three der World Cricket League, die sie auf dem fünften Platz abschlossen. Dies bedeutete den Abstieg in die Division Four 2008 und das Scheitern in der Qualifikation zum Cricket World Cup 2011.
Im Oktober/November 2007 nahm Hongkong am ersten ACC Twenty20 Cup in Kuwait teil und traf in seiner Gruppe auf die Vereinigten Arabischen Emirate, Singapur, den Gastgeber und Saudi-Arabien. Die Hongkonger landeten auf dem vierten Gruppenplatz und verpassten so das Halbfinale. Nachdem der Asia Cup von 2006 auf 2008 verschoben worden war und der Asian Cricket Council entschieden hatte, daraus ein Qualifikationsturnier zu machen, nahm Hongkong anstelle Omans teil. In Vorbereitung auf den Asia Cup 2008 besuchte die Nationalmannschaft Pakistan, wo sie eines ihrer fünf Spiele gegen die University of the Punjab gewann. Im Juni 2008 nahmen die Hongkonger am Asia Cup in Pakistan teil. Sie verpassten nach deutlichen Niederlagen gegen den Gastgeber (mit 155 Runs) und Indien (mit 256 Runs) die folgende Runde. Danach gewannen sie die ACC Trophy Elite 2008 mit einem Finalsieg gegen die Vereinigten Arabischen Emirate. Im Oktober 2008 besuchte die Mannschaft Daressalam für die Division Four. Hongkong gewann vier Gruppenspiele gegen Fidschi, Italien, Jersey und den Gastgeber, unterlag jedoch zweimal Afghanistan im Gruppenspiel und im Finale. Hongkong stieg damit in die Division Three auf. Beim zweiten ACC Twenty20 Cup 2009 traf die Nationalmannschaft auf Saudi-Arabien, die Vereinigten Arabischen Emirate, Afghanistan, Singapur und die Volksrepublik China, wobei sie nur das Spiel gegen die Chinesen gewinnen konnte und auf dem vorletzten Platz landete. Das abschließende Play-off um den neunten Platz verlor sie gegen Katar. An den Qualifikationen für die ersten drei T20 World Cups (2007, 2009 und 2010) hatten die Hongkonger nicht teilgenommen. In der ACC Trophy Elite 2010 erreichten sie das Halbfinale, unterlagen dort jedoch Afghanistan, woraufhin sie das Play-off um den dritten Platz gegen Malaysia für sich entschieden.

### Etablierung und erste Erfolge
2011 waren die Hongkonger Gastgeber der Division Three und gewannen dieses Turnier, nachdem sie im Finale Papua-Neuguinea besiegt hatten und somit die Division Two in den Vereinigten Arabischen Emiraten erreichten. Kurz darauf erreichten sie mit dem zweiten Platz im ACC Twenty20 Cup 2011, der als asiatische Qualifikation zum ICC World Twenty20 Qualifier 2012 diente, den zweiten Platz. Dort schafften sie jedoch nur den elften Platz und verpassten so die World Twenty20 2012. Bei der ACC Trophy Elite 2012 schieden sie nach zwei Siegen gegen Saudi-Arabien und Kuwait sowie zwei Niederlagen gegen die Vereinigten Arabischen Emirate und Nepal bereits in der Vorrunde aus. Im Play-off um den fünften Platz besiegten sie Oman, womit sie sich für die ACC Premier League 2014 qualifizierten. In der Division Three erreichte Hongkong den vierten Platz und qualifizierte sich für den Cricket World Cup Qualifier 2014 in Neuseeland.
Beim ACC Twenty20 Cup 2013, der wieder als asiatische Qualifikation für den ICC World Twenty20 Qualifier 2013 diente, erreichte Hongkong das Halbfinale, das jedoch mit einem afghanischen Sieg endete. Dies war genug, um ins nächste Qualifikationsturnier vorzustoßen. Beim World Twenty20 Qualifier in den Vereinigten Arabischen Emiraten landete Hongkong nach seinem Sieg gegen Papua-Neuguinea auf dem sechsten Platz, was ausreichend war, um sich für die World Twenty20 2014 in Bangladesch zu qualifizieren. Den Cricket World Cup Qualifier 2014 in Neuseeland schloss die Mannschaft auf dem dritten Platz ab. Obschon sie den Cricket World Cup 2015 verpasste, sicherte sie sich gemeinsam mit Papua-Neuguinea den ODI-Status. Bei der World Twenty20 2014 wurden die Hongkonger im ersten Spiel von Nepal mit 69 Runs ausgebowlt, dem damals niedrigsten Ergebnis einer Mannschaft bei diesem Turnier, woraufhin sie mit 80 Runs unterlagen. Danach mussten sie sich Afghanistan mit sieben Wickets geschlagen geben. Im letzten Gruppenspiel bezwangen die Hongkonger den Gastgeber mit zwei Wickets, was jedoch nicht reichte, um in die nächste Runde zu kommen. Trostpreis war dieser erste historische T20I-Sieg gegen eine Testnation. In der ACC Premier League im Mai desselben Jahres unterlagen die Hongkonger Afghanistan, Oman, den Vereinigten Arabischen Emiraten sowie Nepal und erzielten lediglich im letzten Spiel gegen Malaysia einen Sieg.
Im November 2014 bestritt Hongkong in Australien als Vorbereitung für den kommenden Intercontinental Cup eine Serie von zwei ODIs gegen Papua-Neuguinea, die jedoch beide verloren gingen: das erste ODI mit vier Wickets und das zweite mit drei Wickets. Beim ICC Intercontinental Cup 2015–2017 bestritten die Hongkonger wieder First-Class-Matches, wobei sie gegen die Vereinigten Arabischen Emirate und Papua-Neuguinea gewannen, während gegen Namibia, Irland und Afghanistan Niederlagen resultierten; das Spiel gegen Schottland musste wegen Regens abgesagt werden und gegen die Niederlande erzielten sie ein Remis. In dem Turnier stachen Nizakat Khan (gegen Irland mit seinem ersten Century) und Babar Hayat (gegen Papua-Neuguinea mit dem ersten Double-Century Hongkongs überhaupt) heraus. Für die World Twenty20 Qualifier 2015 in Irland und Schottland waren die Hongkonger aufgrund ihres sechsten Platzes im vorherigen Turnier direkt qualifiziert, wodurch sie nicht am ACC Twenty20 Cup teilzunehmen brauchten. Beim World Twenty20 Qualifier erreichte Hongkong das Spiel um den dritten Platz, das jedoch wegen Regens abgesagt und Irland zugesprochen wurde; dies war ausreichend, um sich für die World Twenty20 2016 in Indien zu qualifizieren. Im Februar 2016 verlor Hongkong beim Asia Cup 2016 Qualifier alle seine drei Spiele gegen Oman, die Vereinigten Arabischen Emirate und Afghanistan, womit es den Asia Cup 2016 verpasste. Trostpreis war in dem Spiel gegen Oman Babar Hayats erstes T20I-Century für Hongkong.
Im selben Jahr verloren die Hongkonger in der World Twenty20 2016 alle drei Spiele gegen Simbabwe (mit 14 Runs), Afghanistan (mit sechs Wickets) und Schottland (mit acht Wickets), worauf sie abermals in der Vorrunde ausschieden. Im erstgenannten Spiel wurde Ryan Campbell im Alter von 44 Jahren und 30 Tagen der älteste T20I-Spieler, der sein Debüt gab; 14 Jahre zuvor hatte er für Australien ODI-Cricket gespielt. Am 8. März 2018 erzielten sie ihren ersten ODI-Sieg gegen ein Vollmitglied, als sie beim Cricket World Cup Qualifier 2018 Afghanistan besiegten. Nachdem sie jedoch im Play-off den Niederlanden unterlegen waren, verloren sie ihren ODI-Status wieder und verpassten den Cricket World Cup 2019. Im August und September desselben Jahres unterlagen die Hongkonger in der Vorrunde des Asia Cup Qualifier 2018 gegen Malaysia, bezwangen danach jedoch Singapur, die Vereinigten Arabischen Emirate und Nepal, während das Spiel gegen Oman nach Regen abgebrochen werden musste. Damit erreichten sie das Finale und setzten sich gegen die Vereinigten Arabischen Emirate durch, womit sie sich für den Asia Cup 2018 qualifizierten. Nachdem das ICC diesem Turnier ODI-Status zugestanden hatte, durfte Hongkong zwei weitere ODIs bestreiten. Diese verlor es jedoch gegen Pakistan (mit acht Wickets) und Indien (mit 26 Runs). Trostpreis waren im letztgenannten Spiel die höchste ODI-Partnership eines assoziierten Mitglieds – 174 Runs zwischen Nizakat Khan und Anshuman Rath – und die längste Zeit bis zum Verlust des ersten Wickets – nach 34.1 Over.
Ab 2019 nahm das Team an der ICC Cricket World Cup Challenge League 2019–2022 teil, die als Qualifikation für den ICC Cricket World Cup Qualifier 2023 und damit indirekt zum Cricket World Cup 2023 diente. Beim T20 World Cup Qualifier 2019 für den T20 World Cup 2021 erreichten die Hongkonger den achten Platz und verpassten das Hauptturnier. Im November 2019 sollte die erste Runde der Cricket World Cup Challenge League B in Hongkong stattfinden, aufgrund der dortigen Massenproteste wurden alle Spiele in Oman ausgetragen. Dort gewann Hongkong gegen Bermuda, Jersey und Kenia, während das Spiel gegen Italien wegen Regens ausfiel und das Spiel gegen Uganda mit einer Niederlage endete. Im ersten Spiel gegen Bermuda erzielte Kinchit Shah mit 116 Runs ohne den Verlust seines Wickets sein erstes List-A-Century für Hongkong. In der Uganda Cricket World Cup Challenge League B 2022 bezwangen die Hongkonger Italien, Uganda, Bermuda und Kenia, während sie Jersey unterlagen. In der Jersey Cricket World Cup Challenge League B 2022 gewann Hongkong gegen Kenia und Bermuda, verlor jedoch gegen Jersey, Italien und Uganda. Mit einem insgesamt dritten Platz in der Cricket World Cup Challenge League B verpasste Hongkong den Cricket World Cup Qualifier 2023 und damit auch den Cricket World Cup 2023.
In der T20 World Cup Global Qualifier Group B 2022 schieden die Hongkonger mit dem dritten Gruppenplatz bereits in der Vorrunde aus, womit sie den T20 World Cup 2022 versäumten. In der ACC Eastern Region T20 in Thailand, die Teil der Qualifikation für den Asia Cup 2022 war, gewannen sie gegen Nepal, den Gastgeber und Malaysia, während sie Singapur unterlagen. Im Spiel gegen Nepal wurde Haroon Arshad der erste Hongkonger Bowler, der fünf Wickets nahm. Damit erreichten sie die nächste Runde, in der sie alle drei Spiele gegen Singapur, Kuwait und die Vereinigten Arabischen Emirate gewannen, womit sie sich für den Asia Cup 2022 qualifizierten. Dort unterlagen sie im ersten Vorrundenspiel Indien mit 40 Runs. Im Spiel gegen Pakistan wurden die Hongkonger für lediglich 38 Runs ausgebowlt, bis dahin das niedrigste Ergebnis der Nationalmannschaft in einem T20I; für Pakistan war es mit 155 Runs der höchste Sieg bisher in ebenjenen Format, nachdem es zuvor 193 Runs vorgegeben hatte. Bei der Asien-Qualifikation kam Hongkong nicht über die Gruppenphase hinaus und verpasste damit den T20 World Cup 2024. Ähnlich verlief die Asien-Qualifikation des T20 World Cup 2026.

## Organisation

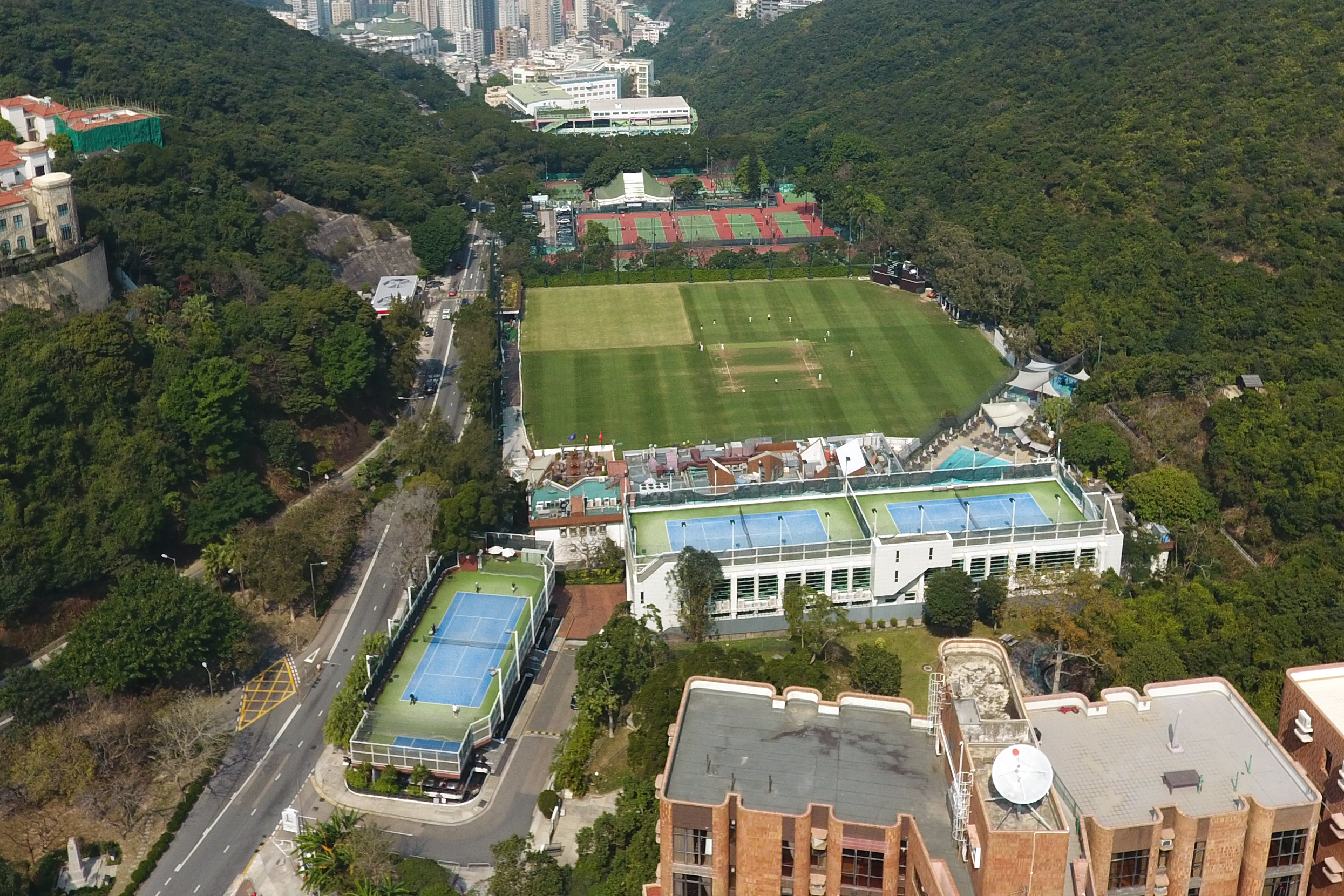
Der Hong Kong Cricket Club (2017)

Cricket Hong Kong (CHK; 香港板球,  Xiānggǎng Bǎnqiú, Jyutping Hoeng1gong2 Baan2kau4) wurde 1968 als Hong Kong Cricket Association (HKCA) gegründet und ist Verantwortlich für die Organisation des Cricket in Hongkong. Seit 1969 vertritt der Verband die Kronkolonie bzw. die heutige chinesische Sonderverwaltungszone beim International Cricket Council (ICC) als assoziiertes Mitglied. 1983 wurde CHK außerdem Mitglied der Asian Cricket Conference (ACC; heute Asian Cricket Council).
Cricket Hong Kong stellt die Hongkong vertretenden Cricket-Nationalmannschaften, einschließlich der für die Männer, Frauen und Jugend, zusammen. Der Verband ist außerdem für die Durchführung von T20I-Serien gegen andere Nationalmannschaften sowie die Organisation von Heimspielen und -turnieren verantwortlich. Neben der Aufstellung des Teams kümmert er sich auch um den Kartenverkauf, die Gewinnung von Sponsoren und die Vermarktung der Medienrechte.
Kinder und Jugendliche werden bereits in der Schule an den Cricketsport herangeführt und je nach Interesse und Talent beginnt dann die Ausbildung. Wie andere Cricketnationen verfügt Hongkong über eine U-19-Nationalmannschaft, die an der entsprechenden Weltmeisterschaft teilnimmt.

## Allgemeine Situation
Obschon Chinesen 94 % der Hongkonger Bevölkerung stellen, besteht die Nationalmannschaft nach wie vor überwiegend aus Spielern mit afghanischen, indischen oder pakistanischen Wurzeln. Da sie an Hongkonger Schulen und Universitäten Cricket spielten, können sie für die Nationalmannschaft berufen werden. Chinesen spielen traditionell andere Sportarten, weshalb sie weniger in der Nationalmannschaft präsent sind. Diese Situation steht im Kontrast zu jener der Frauen-Nationalmannschaft, die zu etwa 70 % aus Chinesinnen besteht. Ein weiteres Problem ist wegen der Komplexität des Sports die geringere Beliebtheit unter Chinesen, aber auch aufgrund der hohen Bebauungsdichte fehlt es an der nötigen Infrastruktur, um internationale Spiele anzubieten und das Cricket weiterentwickeln zu können. Seitens des Verbandes gibt es aber Bestrebungen, die chinesische Bevölkerung gleichermaßen in die Nationalmannschaft mit einzubeziehen. So gibt es drei chinesische Cricket Clubs – Craigengower Cricket Club Hung See, CHK Pioneers Cricket Club und Cricket Hong Kong Dragons – die an der Hongkonger Liga teilnehmen.

## Trikots, Logo und Spitzname
Im T20I-Cricket tragen Hongkonger Spieler rote Trikots mit schwarzen Farbakzenten sowie roten Ärmeln und einem schwarzen Halskragen sowie schwarzen Hosen. Feldspieler tragen eine rote Baseball-Kappe oder einen roten Sonnenhut. Die Helme der Batter sind ebenfalls rot gehalten. Bei offiziellen ICC-Turnieren erscheint das Logo des Sponsors auf dem rechten Ärmel und die Aufschrift Hongkong auf der Vorderseite des Trikots.
Das Logo von Cricket Hong Kong zeigt die fünfblättrige Blüte der Bauhinien-Art Bauhinia × blakeana in rot mit dem Schriftzug Cricket Hong Kong in Englisch sowie 香港板球 in Chinesisch. Das Logo des Verbandes ist der Flagge Hongkongs entlehnt.

## Heimstadion
Hongkongs einziges internationales Stadion ist der Mission Road Ground, der für sämtliche Heimspiele der Mannschaft verwendet wird. Das Stadion wurde 1976 eröffnet und verfügt über eine Kapazität von 3.500 Zuschauern.
| Nr. | Stadion      | Stadt    | Erstaustragung  |
| --- | ------------ | -------- | --------------- |
| 1   | Mission Road | Hongkong | 26. Januar 2016 |

## Spieler

### Spielerstatistiken
Insgesamt haben für Hongkong 41 Spieler ODIs und 51 Spieler T20Is gespielt. Im Folgenden sind die Spieler aufgeführt, die für die Hongkonger Mannschaft die meisten Runs und Wickets erzielt haben.

#### Runs
| ODI                       | ODI                       | ODI                       | ODI                       | T20I                      | T20I                      | T20I                      | T20I                      |
| Spieler                   | Zeitraum                  | ODIs                      | Runs                      | Spieler                   | Zeitraum                  | T20Is                     | Runs                      |
| ------------------------- | ------------------------- | ------------------------- | ------------------------- | ------------------------- | ------------------------- | ------------------------- | ------------------------- |
| Anshuman Rath             | 2014–2018                 | 18                        | 828                       | Nizakat Khan              | 2014–heute                | 99                        | 2.053                     |
| Babar Hayat               | 2014–2018                 | 22                        | 784                       | Babar Hayat               | 2014–heute                | 79                        | 1.910                     |
| Nizakat Khan              | 2014–2018                 | 20                        | 675                       | Anshuman Rath             | 2015–heute                | 52                        | 1.098                     |
| Tanwir Afzal              | 2014–2018                 | 20                        | 292                       | Aizaz Khan                | 2014–heute                | 85                        | 0960                      |
| Aizaz Khan                | 2014–2018                 | 19                        | 260                       | Kinchit Shah              | 2014–2023                 | 49                        | 0796                      |
| Stand: 23. September 2024 | Stand: 23. September 2024 | Stand: 23. September 2024 | Stand: 23. September 2024 | Stand: 23. September 2024 | Stand: 23. September 2024 | Stand: 23. September 2024 | Stand: 23. September 2024 |

#### Wickets
| ODI                       | ODI                       | ODI                       | ODI                       | T20I                      | T20I                      | T20I                      | T20I                      |
| Spieler                   | Zeitraum                  | ODIs                      | Wickets                   | Spieler                   | Zeitraum                  | T20Is                     | Wickets                   |
| ------------------------- | ------------------------- | ------------------------- | ------------------------- | ------------------------- | ------------------------- | ------------------------- | ------------------------- |
| Nadeem Ahmed              | 2004–2018                 | 25                        | 38                        | Ehsan Khan                | 2016–heute                | 78                        | 114                       |
| Ehsan Khan                | 2016–2018                 | 15                        | 29                        | Aizaz Khan                | 2014–heute                | 85                        | 092                       |
| Tanwir Afzal              | 2014–2018                 | 20                        | 19                        | Yasim Murtaza             | 2022–heute                | 47                        | 52                        |
| Ehsan Nawaz               | 2014–2018                 | 12                        | 16                        | Nasrulla Rana             | 2019–heute                | 42                        | 037                       |
| Aizaz Khan                | 2014–2018                 | 19                        | 16                        | Ayush Shukla              | 2022–heute                | 38                        | 031                       |
| Stand: 23. September 2024 | Stand: 23. September 2024 | Stand: 23. September 2024 | Stand: 23. September 2024 | Stand: 23. September 2024 | Stand: 23. September 2024 | Stand: 23. September 2024 | Stand: 23. September 2024 |

### Mannschaftskapitäne
Bisher haben insgesamt sechs Spieler als Kapitän für Hongkong bei einem ODI fungiert und sechs für ein T20I.
| ODI | ODI            | ODI       | T20I           | T20I       |
| Nr. | Name           | Zeitraum  | Name           | Zeitraum   |
| --- | -------------- | --------- | -------------- | ---------- |
| 1   | Rahul Sharma   | 2004      | Jamie Atkinson | 2014       |
| 2   | Tabarak Dar    | 2008      | Tanwir Afzal   | 2015–2016  |
| 3   | Jamie Atkinson | 2014      | Babar Hayat    | 2016–2017  |
| 4   | Tanwir Afzal   | 2015–2016 | Kinchit Shah   | 2019       |
| 5   | Babar Hayat    | 2016–2018 | Aizaz Khan     | 2019–2020  |
| 6   | Anshuman Rath  | 2018      | Nizakat Khan   | 2022–heute |

## Bilanz
Die Mannschaft hat die folgenden Bilanzen gegen die Vollmitglieder des ICC im ODI- und T20I-Cricket (Stand: 23. September 2024).
| Gegner      | ODIs | ODIs | ODIs | ODIs | ODIs | T20Is | T20Is | T20Is | T20Is | T20Is |
| Gegner      | Sp.  | S    | U    | N    | NR   | Sp.   | S     | U     | N     | NR    |
| ----------- | ---- | ---- | ---- | ---- | ---- | ----- | ----- | ----- | ----- | ----- |
| Afghanistan | 2    | 1    | 0    | 1    | 0    | 5     | 2     | 0     | 3     | 0     |
| Bangladesch | 1    | 0    | 0    | 1    | 0    | 1     | 1     | 0     | 0     | 0     |
| Indien      | 2    | 0    | 0    | 2    | 0    | 1     | 0     | 0     | 1     | 0     |
| Irland      | 0    | 0    | 0    | 0    | 0    | 4     | 2     | 0     | 2     | 0     |
| Pakistan    | 3    | 0    | 0    | 3    | 0    | 2     | 0     | 0     | 2     | 0     |
| Simbabwe    | 1    | 0    | 0    | 1    | 0    | 1     | 0     | 0     | 1     | 0     |

## Internationale Turniere

### Cricket World Cup
- 1975: nicht teilgenommen
- 1979: nicht teilgenommen
- 1983: nicht qualifiziert (Qualifikation)
- 1987: nicht qualifiziert (Qualifikation)
- 1992: nicht qualifiziert (Qualifikation)
- 1996: nicht qualifiziert (Qualifikation)
- 1999: nicht qualifiziert (Qualifikation)
- 2003: nicht qualifiziert (Qualifikation)
- 2007: nicht qualifiziert (Qualifikation)
- 2011: nicht qualifiziert (Qualifikation)
- 2015: nicht qualifiziert (Qualifikation)
- 2019: nicht qualifiziert (Qualifikation)
- 2023: nicht qualifiziert (Qualifikation)

### Champions Trophy
- 1998: nicht qualifiziert
- 2000: nicht qualifiziert
- 2002: nicht qualifiziert
- 2004: nicht qualifiziert
- 2006: nicht qualifiziert
- 2009: nicht qualifiziert
- 2013: nicht qualifiziert
- 2017: nicht qualifiziert
- 2025: nicht qualifiziert

### T20 World Cup
- 2007: nicht qualifiziert
- 2009: nicht qualifiziert
- 2010: nicht qualifiziert
- 2012: nicht qualifiziert (Qualifikation)
- 2014: Vorrunde (Qualifikation)
- 2016: Vorrunde (Qualifikation)
- 2021: nicht qualifiziert (Qualifikation)
- 2022: nicht qualifiziert (Qualifikation)
- 2024: nicht qualifiziert (Qualifikation)
- 2026: nicht qualifiziert (Qualifikation)

### ICC Intercontinental Cup
- 2004: nicht qualifiziert
- 2005: Vorrunde
- 2006: nicht qualifiziert
- 2007–08: nicht qualifiziert
- 2009–10: nicht qualifiziert
- 2011–13: nicht qualifiziert
- 2015–2017: Vorrunde

### Asia Cup
- 1984–2000: nicht qualifiziert
- 2004: Vorrunde
- 2008: Vorrunde
- 2010: nicht qualifiziert
- 2012: nicht qualifiziert
- 2014: nicht qualifiziert
- 2016: nicht qualifiziert (Qualifikation)
- 2018: Vorrunde (Qualifikation)
- 2022: Vorrunde (Qualifikation)
- 2023: nicht qualifiziert (Qualifikation)
- 2025: nicht qualifiziert (Qualifikation)